# Florschuetziella steerei
Florschuetziella steerei là một loài rêu trong họ Orthotrichaceae. Loài này được Vitt mô tả khoa học đầu tiên năm 1979.